# Legio V Alaudae
La Legio V Alaudae (Quinta legión «alondra») fue una legión romana, que desde su creación en el 52 a. C. hasta su fin en el 87, tomó parte activa en las guerras imperiales romanas. 

## Historia

### Los orígenes de la Legión: de César al final del segundo triunvirato
La Legio V Alaudae, Alondras, conocida ocasionalmente como Gallica, fue creada por Julio César en el 52 a. C. con nativos galos de la Galia Transalpina. Su emblema era un elefante y su alias Alaudae vino dado por la alta cresta de sus cascos, típicos galos, que les hacía parecer alondras. (La palabra francesa Alouette deriva directamente de Alauda).
La V Alaudae (conocida también como V Gallica) fue la primera legión romana integrada por soldados provinciales (en contraposición con las habituales formadas por ciudadanos romanos itálicos), con soldados de la Galia Transalpina.
César pagó a los soldados con sus propios recursos pero, posteriormente, la legión fue reconocida por el senado romano. Luchó en las Galias hasta 49 a. C. como una de las legiones más valientes de César. 
Sirvieron a las órdenes de Marco Antonio, quien la reformó entre 41 a. C. y 31 a. C. y probablemente combatieron en la Batalla de Actium. En el año 30 a. C., después de que Marco Antonio se suicidara, se unieron al ejército de César Augusto.
Su emblema, representando un elefante, fue concedido en 46 a. C. por el valor mostrado contra una carga de elefantes de guerra en la batalla de Tapso.

### Bajo el Imperio: de Augusto a Nerón

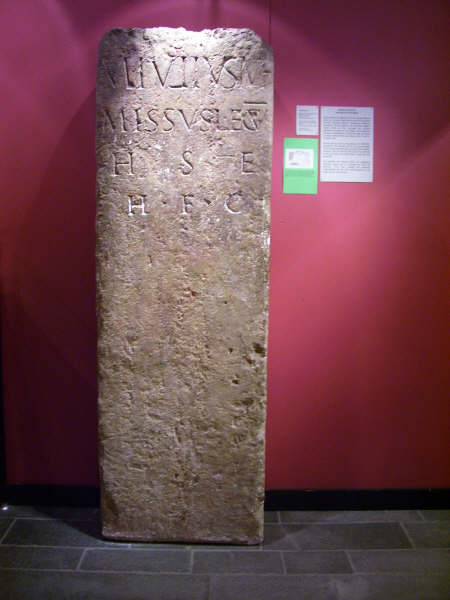
Inscripción funeraria del veterano de la legión Marco Julio, cuyas cenizas fueron sepultadas en Coriovallum (Heerlen, Países Bajos)

Con la reorganización del ejército romano decidida por Augusto, la Legio V Alauda fue enviada después a la península ibérica en 27 a. C. como guarnición de la provincia Lusitania, a las órdenes del legado Publio Carisio, para participar en las guerras contra cántabros y astures en el frente astur.
La unidad situó su campamento en la futura Asturica Augusta (Astorga, León), colaborando en la represión de la fallida expedición astur del invierno de 25 a. C. y en la toma de Lancia (Villasabariego, León).
En 25 a. C., sus veteranos contribuyeron, junto con los de la Legio X Gemina, a la fundación de la Colonia Augusta Emerita (Mérida, Badajoz, España), realizada por orden de Publio Carisio, gobernador imperial de la provincia Lusitania .
Terminada la guerra en 19 a. C., fue transferida a Germania, donde a las órdenes del legado Marco Lolio estuvo a punto de perder su águila en 17 a. C.-16 a. C. en la llamada clades Lolliana.
Después fue acantonada en Castra Vetera (Xanten, Alemania), en el distrito militar de Germania Inferior, participando en las expediciones de Druso, Tiberio y Germánico al otro lado del Rin. Asimismo, mantuvo una fábrica de ladrillos en Senticum (Sizing, Alemania),  al sur de Colonia Agrippina.
Durante el imperio de Claudio, participó en la campaña de 47 dirigida por Corbulón en el bajo Rin y en la construcción de la fossa Corbulonis.

## Bajo el Imperio: el año de los cuatro emperadores y los Flavios

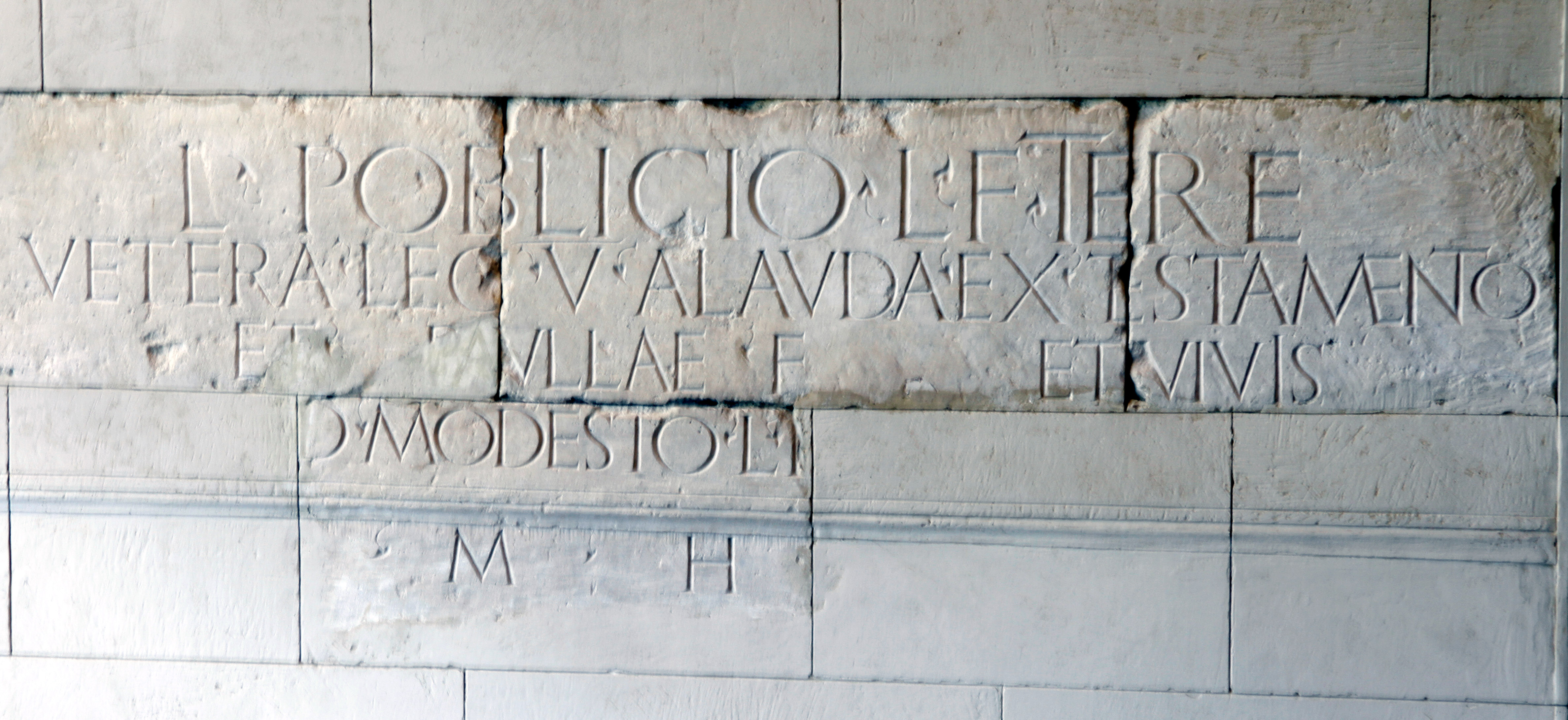
Inscripción funeraria del veterano de la legión Lucio Poblicio, asentado en Colonia Agrippina.

Tuvo un papel destacado en la guerra civil romana. Vitelio fue proclamado emperador, o para ser más preciso, emperador de los ejércitos de Germania Inferior y Germania Superior por sus legiones el 2 de enero de 69 en Colonia Agrippinensis (Colonia). Su actuación durante la rebelión de los bátavos fue equívoca y tuvo que rendirse a Julio Civilis en 70, después de soportar más de seis meses de asedio en su base de castra Vetera, pero sus hombres rehusaron jurar lealtad al imperio galo de Civilis, por lo que, cuando se produjo el contraataque romano a las órdenes de Quinto Petilio Cerial, los supervivientes de la V Alaudae juraron lealtad a Vespasiano y se libró de ser disuelta, como sí ocurrió con su compañera en Vetera, la Legio XV Primigenia.
El final de la Legio V Alaudae no está claro, pero algunas fuentes sugieren que fue destrozada en la rebelión de los bátavos en el año 70. Otras fuentes atestiguan que tras la primera batalla de Tapae, y el subsiguiente tratado de paz entre Domiciano y el rey dacio Decébalo en 87, la Legio V fue completamente aniquilada por los dacios y sus aliados.

## Campañas y batallas con participación de laV Alaudae
- Batalla de Tapso - 46 a. C.
- Batalla de Munda - 45 a. C.
- Batalla de Forum Gallorum y Mutina - 43 a. C.
- Batalla de Filipos - 42 a. C.
- Frente astur en las Guerras cántabras - desde 25 a. C.
- Frontera del Rin - 19 a. C. a 69.
- Primera batalla de Tapae - en las guerras dacias, en 87.